# Rally de Ourense
El Rally de Orense es una prueba de rally que se celebra anualmente en la provincia de Orense (España) desde 1967 por la Escudería Ourense. Es puntuable para el Súper Campeonato de España de Rally y anteriormente lo fue para Campeonato de España de Rally, el Campeonato de Europa de Rally y el Campeonato de Galicia de Rally.
La primera edición fue en el año 1967, organizada por la comisión de fiestas de la ciudad de Orense y se ha realizado desde entonces con excepción del año 1972. La prueba fue un proyecto del piloto de rally ya desaparecido, Estanislao Reverter que quiso traer a Galicia una prueba de rally como las del europeo en las que él tomaba parte. Desde entonces es organizada por la Escudería Orense. El Rallye de Orense creó escuela, y así, saltaron a la palestra del deporte del automóvil español varios nombres orensanos: José Pavón (que llegó a ser piloto oficial de Renault España), Antonio Freire, o el vigués apadrinado por Reverter, Beny Fernández. 
Adolfo de la Rúa es el actual presidente de la escudería. En el año 2010 la edición 43 del Rally de Orense, fue distinguida por la Federación Española de Automovilismo como la mejor organizada del Nacional de asfalto.

## Historia

### Años 1960

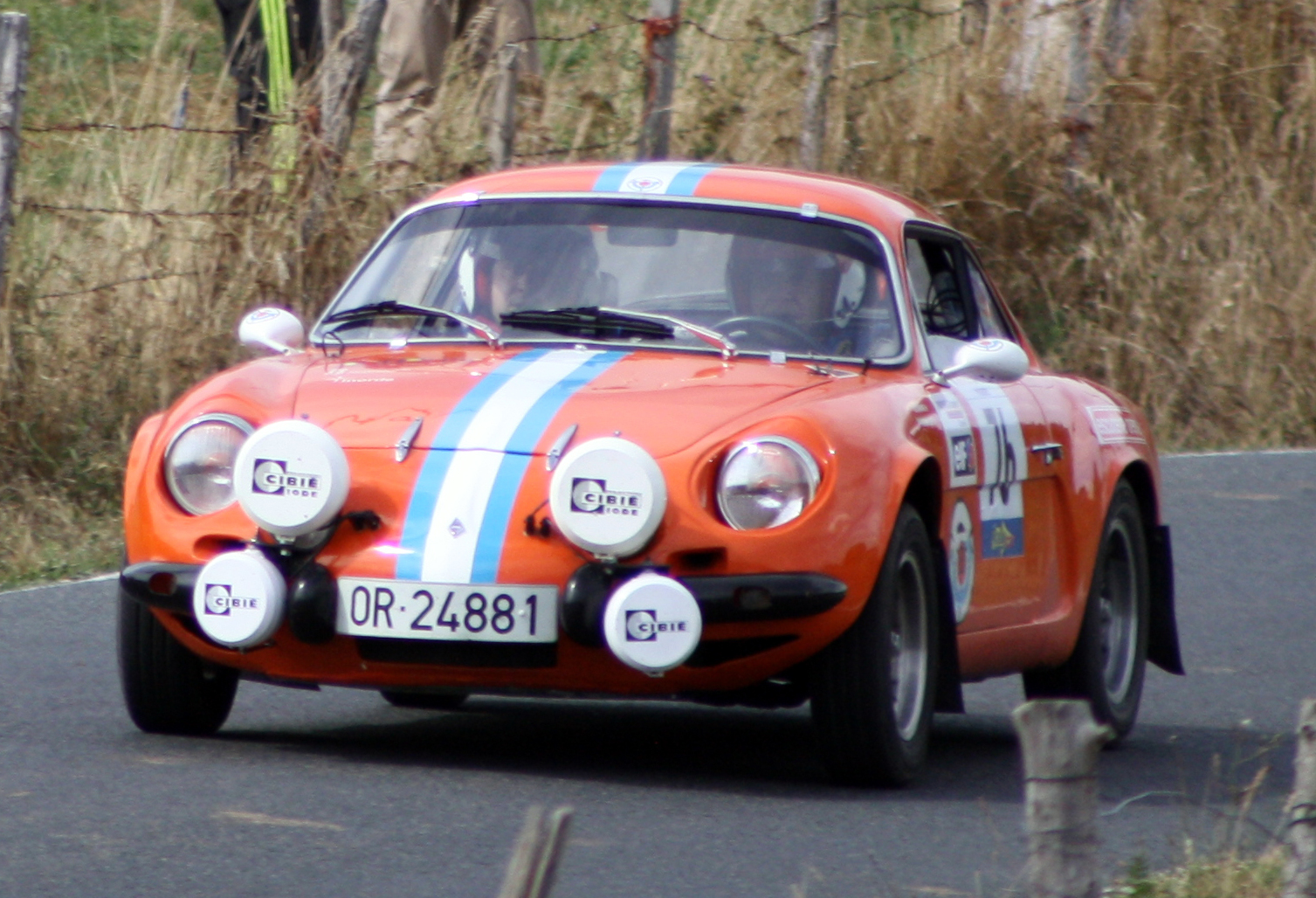
Renault Alpine A110 con los colores de la Escudería Ourense. Este modelo ganó la primera edición del rally con Bernard Tramont como piloto.

La primera edición se llevó a cabo gracias a la comisión de fiestas de la ciudad de Orense y a Estanislao Reverter que ayudó a que fuese puntuable para el campeonato de España. No le fue otorgado el carácter internacional al ser la primera edición, aun así hubo pilotos extranjeros: portugueses e italianos. Los coches que se inscribieron fueron los pertenecientes a la categoría de Gran Turismo (ligera preparación) y Turismo (sin preparación). Cuarenta y dos participantes partieron desde la Plaza Mayor de la ciudad todos con una insignia en la solapa consistente en una rueda de afilar enmarcada en un volante, imagen que con los años se convertiría en símbolo de la prueba. El recorrido incluía ocho tramos destacando el Alto del Barón, Carballino-Cea, Alto del Rodicio, Viana-Gudiña. Se efectuó un reagrupamento en el Parador de Monterrey en Verín para posteriormente dar inicio a la segunda etapa, que se saldó con dos tramos anulados uno de ellos debido a dos accidentes.  Tras la llegada a Ourense se desarrolló la tercera etapa con una subida y un eslalon final ambos fuera de la ciudad. El ganador fue Bernard Tramont y su copiloto Ricardo Muñoz que lideraron gran parte de la prueba con un Alpine 1300, segundo fue Manuel Juncosa y Artemi Eche, con un Fiat Abarth, y terceros Jorge y Alberto Ruiz-Giménez.
La segunda edición arrancó ya con la Escudería Ourense creada que se encargó de la organización de la prueba. El itinerario contó once tramos algunos nuevos, dos de ellos sobre tierra y con una etapa nocturna. Se admitieron los vehículos de las categorías Sport y Turismo y 56 participantes se inscribieron que tomaron la salida en el parque de San Lázaro con pilotos como Bernard Tramont, Eladio Doncel, Alberto Ruiz-Giménez o Manuel Juncosa.  Los continuos abandonos provoca que el liderato se fuese alternando. Tras el último tramo con una subida al Alto del Cumial se realizó un eslalon pero a modo de exhibición. Los ganadores fueron Doncel-Llagostera, con un Porsche 911 S, los italianos Filippi y Lipizer segundos con un Lancia Fulvia HF y Juncosa-Artemi terceros, que repiten podio con el Fiat Abarth 1000. Tramont, ganador el año anterior, abandonó cuando iba líder.
La tercera edición contó con cincuenta y ocho vehículos que tomaron la salida desde el pabellón de deportes. El itinerario contó con 14 tramos, destacando varias subidas como Alto del Rodicio, Alto del Couso, Alto del Paraño, Alto del Cumial o Alto de Allariz, de nuevo con una etapa nocturna. La carrera fue una lucha entre José Pavón y José María Palomo que se fueron adjudicando los mejores tiempos, en uno de ellos hubo de neutralizarse tras el accidente de Jorge Bäbler con su BMW 2002 y finalmente sería Palomo quien lograría la victoria con Pavón segundo, ambos con sendos Porsche 911 R. Tercero fue Bernard Tramont con el Alpine A-110, y Eladio Doncel ganador del año anterior solo pudo ser once de nuevo con el Fulvia.

### Años 1970
La cuarta edición, celebrada en junio de 1970 contó con quince tramos el último de ellos celebrado en el circuito del Polígono Industrial de San Ciprián que coincidió con la celebración de la Copa Renault 8 TS. La carrera se celebró por primera y única vez en domingo y lunes debido a una festividad local y en la misma se puso una marcha un campeonato nacional de vehículos con preparación de serie llevada a cabo por SEAT. La prueba se desarrolló con el dominio inicial de José Pavón a bordo de un Porsche 911 R hasta que sufrió un fuerte accidente en el tramo de Rodicio-Couso que le obligó a abandonar e incluso fue trasladado al hospital con dos costillas rotas. A partir de ahí Ruiz Giménez lideró la prueba hasta el último tramo disputado en el circuito de San Ciprián donde treinta y un pilotos disputaron las tres mangas previstas. El ganador del mismo fue Tramont que le hizo asegurarse la segunda posición del rally, mientras que Juncosa era tercero y la victoria caía en Ruiz Giménez. En 1971 se celebró la quinta edición, con la Presidencia de Honor ofrecida al (por entonces) Príncipe Juan Carlos, la cual fue aceptada. El itinerario contó con quince tramos, algunos de ellos sobre tierra, y el primero celebrado en el Alto del Rodicio donde partieron cuarenta y ocho pilotos. Eladio Doncel, piloto del equipo Escudería Repsol, fue el dominador de la prueba mientras que su compañero Ruiz Giménez -ambos con un Porsche 911 S- y a pesar de marcar el mejor crono en los últimos tramos tuvo que conformarse con la segunda posición. La tercera plaza fue para el francés Tramont con el Alpine A-110.
En 1972 la organización sufre problemas con la puntuabilidad de la prueba -al ser excluido del campeonato de España- y que sumado a otros relacionados con el cierre de las carreteras provoca que el rally no se lleve a cabo. La sexta edición se celebró por tanto en 1973 y por primera vez sin ser puntuable para el certamen nacional. Este hecho provoca que solo hubiese treinta y seis inscritos de los cuales solo veintidós tomaron la salida. Algunos pilotos incluso se negaron acudir al saber que se disputarían tres tramos sobre tierra. Con todo la prueba contó con participantes del Desafío Simca y del equipo oficial FASA Renault. En la primera etapa el orensano José Pavón lideraba la carrera, debido a que Villacieros había cometido una penalización y lo relegaba a la segunda plaza. Al reagrupamiento llegaron dieciocho vehículos para posteriormente dar comienzo la segunda etapa, en la que volvió a haber bajas debido a la dureza de los tramos de tierra y solo doce participantes terminaron la prueba. Juan Ignacio Villacieros rompió un palier por lo que abandonó y cedió el liderato a Pavón que no abandonaría hasta el final. El piloto orensano se convierte en el primer piloto local en ganar la prueba, mientras que segundo fue L. M. Portela con un Lancia Fulvia HF y tercero Juan Carlos Oñoro.
En 1974 la prueba regresa al calendario del Campeonato de España y en la lista de inscritos figuran los pilotos oficiales de SEAT, Juan Carlos Pradera y Antonio Zanini. En los primeros compases con los tramos húmedos por la lluvia de la noche anterior, Marc Etchebers marcó los mejores tiempos y lideró la carrera. En los tramos de tierra Zanini y Pradera se mostraron algo superiores. En la etapa de noche Etchebers aumentó su ventaja respecto a sus rivales pero vuelve a perderla con la lluvia en el tramo de Avión-Beiro. Con todo el piloto francés aguantó en cabeza y se llevó la victoria con su Porsche Carrera por delante de los SEAT 1430 de Zanini y Pradera que fueron segundo y tercero respectivamente. En 1975 la prueba contó con un itinerario de dieciséis tramos, todos sobre asfalto y eliminando todos los de tierra. Cuarenta y seis pilotos tomaron la salida, siendo Etchebers el que enseguida se sitúa líder y se produce el primer abandono importante, el de Pradera que golpeó su Alpine contra una piedra y Jorge de Bagration con su Lancia Stratos se consolida en la segunda posición. En la tercera etapa solo veintitrés pilotos tomaron la salida, siendo finalmente Etchebers quien se lleva la victoria, seguido de Bagration y de Juan Carlos Oñoro.
En 1976 se aumentó el itinerario considerablemente, contando con veintisiete tramos, la mayoría a disputar durante la segunda etapa. Treinta y nueve pilotos tomaron la salida, destacando las ausencias de Zanini, Cañellas, Etchebers o Bagratión, aunque contando con un equipo femenino, el formado por Núria Llopis y Paloma Landete. Beny Fernández, a bordo de un BMW 2002 Tii, fue el gran dominador de la prueba marcando el mejor crono en todos los tramos menos uno, siendo Carlos Trabado el que se anotó esa especial que finalizaría en segunda posición, seguido por Julián Rosende, que con un SEAT 1430 fue tercero.

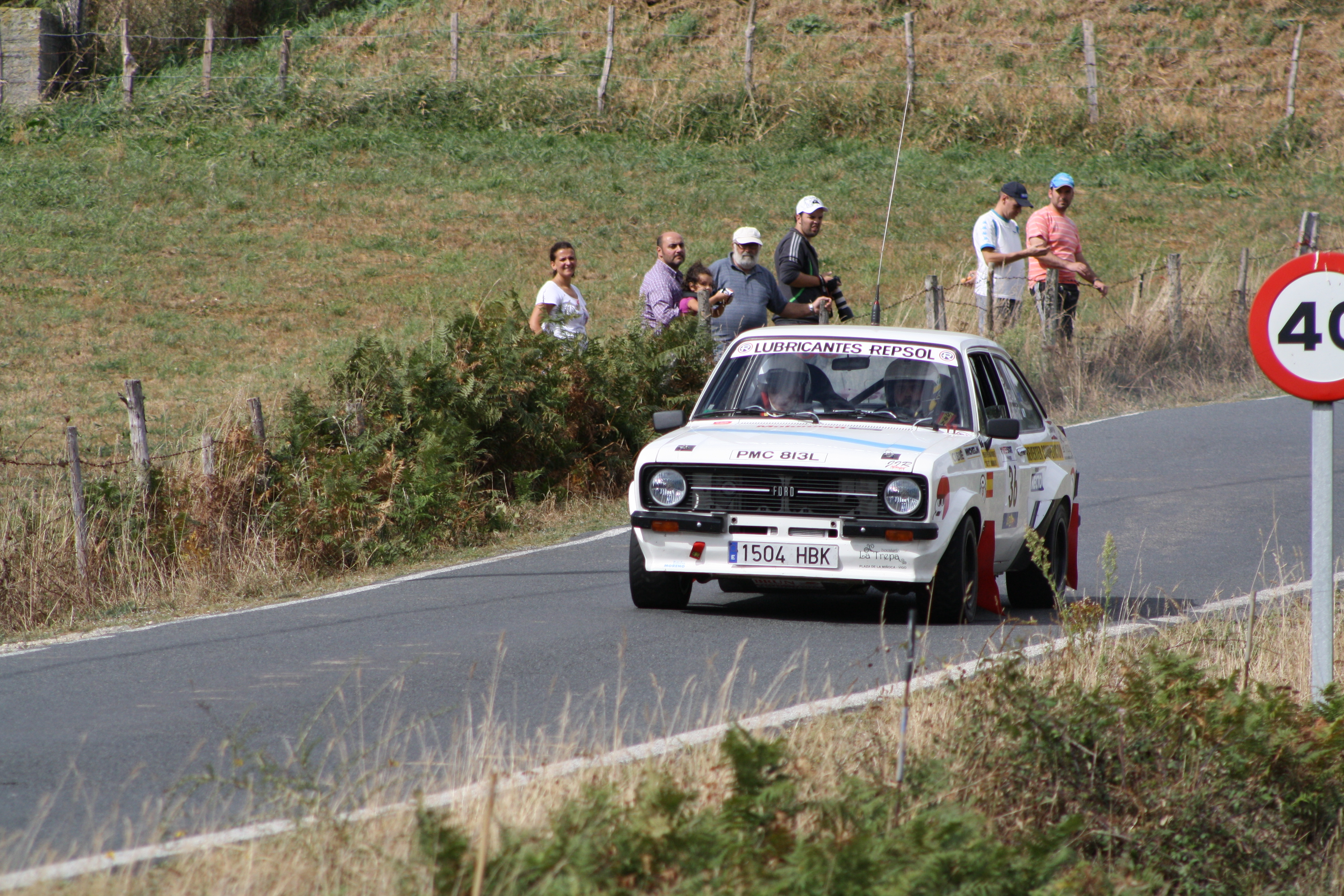
Ford Escort de Beny Fernández que venció en la edición de 1977.

En 1977 el rally celebró su décima edición y contó con una lista de inscritos de solo treinta y cinco pilotos y con las ausencias del equipo SEAT (Zanini y Cañellas). Ese año, Estanislao Reverter se marcó como objetivo lograr que la prueba fuese incluida en el Campeonato de Europa y además alineó un equipo formado por Beny Fernández, "Ventura", "Peitos" y Pío Alonso. El itinerario contó con veinticuatro tramos siendo Beny quien marcó el mejor tiempo en los primeros dieciocho por lo que lideró la carrera con cierta comodidad. Tras la etapa nocturna afrontan la tercera y última donde solo partieron veinte coches y donde el Ford Escort de Beny Fernández comenzó a sufrir problemas por lo que perdió medio minuto en cada tramo pero logró terminar los últimos cinco tramos y llegar al final como ganador pero con una mínima diferencia sobre Marc Etchebers. La tercera posición correspondió para Rafa Cid, con Renault Alpine. En 1978 la prueba fue preinscripción para el europeo y contó con la presencia de un federativo italiano. El itinerario constó de veinticinco tramos y la salida se efectuó desde el Estadio del Couto. Jorge de Bagratión fue el dominador de la mayoría de los tramos seguido de Pablo de Sousa, que logró marcar el mejor tiempo en alguno pero sin recortarle mucho tiempo. En la tercera posición se situaba Etchebers y los tres afrontaron la tercera etapa con cierta tranquilidad y sin arriesgar por lo que llegaron a la meta en las mismas posiciones.

#### Campeonato de Europa

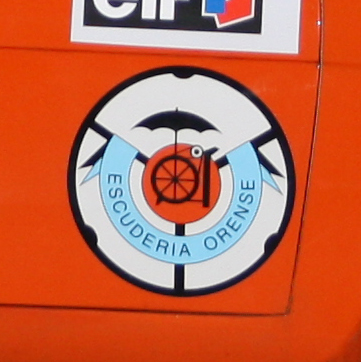
Logo de la Escudería Ourense, entidad que organiza la prueba.

En 1979 entró en el calendario del Campeonato de Europa de Rally. Para incrementar la participación la organización ofrece ayudas, como primas a los participantes que viajen desde lejos, presenta la prueba en Oporto y la inscripción fue gratuita. Inicialmente la prueba fue un duelo ente Beny Fernández y Jorge de Bagratión hasta que el primero abandonó en la segunda etapa a solo 300 m de la meta de uno de los tramos dejando vía libre a Bagratión que dominó con tranquilidad la carrera hasta el final. El podio lo completaron Ricardo Muñoz con un Porsche 911 SC y Eugenio Ortiz, con un Simca 1200 TI. Por segundo año el rally vuelve a ser puntuable para el campeonato de Europa y contó con la presencia del equipo Ford que inscribió dos Ford Fiesta 1600 de grupo 2 para Salvador Serviá y Juan Ignacio Canela. Ese año la organización se cuestionó seguir formando parte del certamen europeo debido a la baja presencia de equipos extranjeros y el mayor kilometraje que requiere. En la primera etapa se produjo el abandono de Bagratión por pérdida de aceite en su Lancia Stratos y Beny Fernández sufrió problemas en su Opel Ascona 2000. La carrera fue protagonizada por el duelo entre Eduardo Balcázar y Salvador Serviá, que marcaron los mejores cronos en la mayoría de los tramos y que finalmente la victoria fue a parar al primero que conducía un Lancia Stratos. Segundo fue Serviá y tercero Pablo de Sousa, con un Seat 124-2000.

## Palmarés
| Año  | Edición                               | Piloto                     | Copiloto                  | Automóvil                  | Series      |
| ---- | ------------------------------------- | -------------------------- | ------------------------- | -------------------------- | ----------- |
| 1967 | 1.er Rallye de Orense                 | Bernard Tramont            | Ricardo Muñoz             | Renault Alpine 1300        | España      |
| 1968 | 2.º Rallye de Orense                  | Eladio Doncel              | Carlos Llagostera         | Porsche 911 S              | España      |
| 1969 | 3.er Rallye de Orense                 | José María Palomo          | Ramón Serra               | Porsche 911 R              | España      |
| 1970 | 4.º Rallye de Orense                  | Alberto Ruiz-Giménez       | Rafael Castañeda          | Porsche 911 S              | España      |
| 1971 | 5.º Rallye de Orense                  | Eladio Doncel              | Juan Antonio Conde        | Porsche 911 S              | España      |
| 1973 | 6.º Rallye de Orense                  | José Pavón                 | M. González               | Renault 8 TS               |             |
| 1974 | 7.º Rallye de Orense                  | Marc Etchebers             | Marie-Christine Etchebers | Porsche Carrera            | España      |
| 1975 | 8.º Rallye de Orense                  | Marc Etchebers             | Marie-Christine Etchebers | Porsche Carrera            | España      |
| 1976 | 9.º Rallye de Orense                  | Beny Fernández             | Miguel Brasa              | BMW 2002 Tii               | España      |
| 1977 | 10.º Rallye de Orense                 | Beny Fernández             | Antonio 'Ñete' Doural     | Ford Escort RS             | España      |
| 1978 | 11.º Rallye de Orense                 | Jorge de Bagration         | Nuria Llopis              | Lancia Stratos HF          | España      |
| 1979 | 12.º Rallye de Orense                 | Jorge de Bagration         | Nuria Llopis              | Lancia Stratos HF          | España, ERC |
| 1980 | 13.er Rallye de Orense                | Eduardo Balcázar           | Joan Martín               | Lancia Stratos HF          | España, ERC |
| 1981 | 14.º Rallye de Orense                 | Beny Fernández             | José Luis Sala            | Porsche 911 SC             | España      |
| 1982 | 15.º Rallye de Orense                 | José A. Rodríguez «Peitos» | «Facas» (Fco. González)   | Ford Escort RS 2000        | España      |
| 1983 | 16.º Rallye de Orense                 | Carlos Piñeiro             | Julio Orozco              | Porsche 911 SC             | España      |
| 1984 | 17.º Rallye de Orense                 | Beny Fernández             | José Luis Sala            | Porsche 911 SC             | Copa        |
| 1985 | 18.º Rallye de Orense                 | Marc Etchebers             | Marie-Christine Etchebers | Porsche 911 SC RS          | Copa        |
| 1986 | 19.º Rallye de Orense                 | Marc Etchebers             | José Ramón Amorena        | Porsche 911 SC RS          | Copa        |
| 1987 | 20.º Rallye de Orense                 | Marc Etchebers             | Pablo Iglesias            | Porsche 911 SC RS          | Copa        |
| 1988 | 21.er Rallye de Orense                | Medardo Pérez              | Carlos Yáñez              | Lancia Rally 037           | Copa        |
| 1989 | 22.º Rallye de Orense                 | Jesús Puras                | Tomás Aguado              | Ford Sierra RS Cosworth    | España      |
| 1990 | 23.er Rallye de Orense                | Pep Bassas                 | Antonio Rodríguez         | BMW M3                     | España      |
| 1991 | 24.º Rallye de Orense                 | Gustavo Trelles            | Ricardo Ivetich           | Lancia Delta Integrale 16v | España      |
| 1992 | 25.º Rallye de Orense                 | Jesús Puras                | Alex Romaní               | Lancia Delta HF Integrale  | España      |
| 1993 | 26.º Rallye de Orense                 | José María Bardolet        | Joaquim Muntada           | Opel Astra GSI 16V         | CERA        |
| 1994 | 27.º Rallye de Orense                 | José María Bardolet        | Alex Romaní               | Opel Astra GSI 16V         | CERA        |
| 1995 | 28.º Rallye de Orense                 | Borja Moratal              | Alfredo Rodríguez         | Peugeot 306 16V            | CERA        |
| 1996 | 29.º Rallye de Orense                 | Luis Climent               | José Antonio Muñoz        | Citroën ZX 16V             | CERA        |
| 1997 | 30.º Rallye de Ourense                | Jesús Puras                | Carlos del Barrio         | Citroën ZX Kit Car         | CERA        |
| 1998 | 31.er Rallye de Ourense               | Jesús Puras                | Carlos del Barrio         | Citroën Xsara Kit Car      | CERA        |
| 1999 | 32.º Rallye de Ourense                | Jesús Puras                | Marc Martí                | Citroën Xsara Kit Car      | CERA        |
| 2000 | 33.er Rallye de Ourense               | Jesús Puras                | Marc Martí                | Citroën Xsara Kit Car      | CERA        |
| 2001 | 34.º Rallye de Ourense                | Salvador Cañellas, Jr.     | Alberto Sanchís           | SEAT Córdoba WRC           | CERA        |
| 2002 | 35.º Rallye de Ourense                | Jesús Puras                | Carlos del Barrio         | Citroën Xsara WRC          | CERA        |
| 2003 | 36.º Rallye de Ourense                | Miguel Fuster              | José Vicente Medina       | Citroën Saxo Kit Car       | CERA        |
| 2004 | 37.º Rallye de Ourense                | Alberto Hevia              | Alberto Iglesias          | Renault Clio S1600         | CERA        |
| 2005 | 38.º Rallye de Ourense                | Alberto Hevia              | Alberto Iglesias          | Renault Clio S1600         | CERA        |
| 2006 | 39.º Rallye de Ourense                | Miguel Fuster              | José Vicente Medina       | Renault Clio S1600         | CERA        |
| 2007 | 40.º Rallye de Ourense                | Miguel Fuster              | José Vicente Medina       | Fiat Grande Punto S2000    | CERA        |
| 2008 | 41.er Rallye de Ourense               | Luis Monzón                | José Carlos Déniz         | Peugeot 207 S2000          | CERA        |
| 2009 | 42.º Rallye de Ourense                | Sergio Vallejo             | Diego Vallejo             | Porsche 911 GT3            | CERA        |
| 2010 | 43.er Rallye de Ourense               | Xevi Pons                  | Alex Haro                 | Ford Fiesta S2000          | CERA        |
| 2011 | 44.º Rallye de Ourense                | Miguel Ángel Fuster        | Ignacio Aviñó             | Porsche 911 GT3            | CERA        |
| 2012 | 45.º Rallye de Ourense                | Miguel Ángel Fuster        | Ignacio Aviñó             | Porsche 911 GT3            | CERA        |
| 2013 | 46.º Rallye de Ourense-Ourense Termal | Luis Monzón                | José Carlos Déniz         | Mini Cooper WRC            | CERA        |
| 2014 | 47.º Rallye de Ourense                | Miguel Ángel Fuster        | Borja Rozada              | Ford Fiesta R5             | CERA        |
| 2015 | 48.º Rallye de Ourense                | Iván Ares                  | Álvaro Bañobre            | Porsche 997 GT3            | CERA        |
| 2016 | 49.º Rallye de Ourense                | Cristian García Martínez   | Rebeca Liso               | Mitsubishi Lancer EVO X    | CERA        |
| 2017 | 50.º Rallye de Ourense                | Cristian García Martínez   | Rebeca Liso               | Ford Fiesta R5             | CERA        |
| 2018 | 51.er Rallye de Ourense               | Miguel Ángel Fuster        | Ignacio Aviñó             | Ford Fiesta R5             | CERA        |
| 2019 | 52.º Rallye de Ourense                | Pepe López                 | Borja Rozada              | Citroën C3 R5              | CERA, S-CER |
| 2020 | 53.er Rallye de Ourense               | Pepe López                 | Borja Rozada              | Citroën C3 R5              | CERA        |
| 2021 | 54.º Rallye de Ourense                | José Antonio Suárez        | Alberto Iglesias Pin      | Škoda Fabia Rally2 evo     | S-CER       |
| 2022 | 55.º Rallye de Ourense Recalvi        | Efrén Llarena              | Sara Fernández            | Škoda Fabia Rally2 evo     | S-CER       |
| 2023 | 56.º Rallye de Ourense                | José Antonio Suárez        | Alberto Iglesias Pin      | Škoda Fabia RS Rally2      | S-CER       |

### Pilotos con más victorias
| #  | Piloto              | Victorias | Años                                     |
| -- | ------------------- | --------- | ---------------------------------------- |
| 1. | Jesús Puras         | 7         | 1989, 1992, 1997, 1998, 1999, 2000, 2002 |
| 1. | Miguel Ángel Fuster | 7         | 2003, 2006, 2007, 2011, 2012, 2014, 2018 |
| 3. | Marc Etchebers      | 5         | 1974, 1975, 1985, 1986, 1987             |
| 4. | Beny Fernández      | 4         | 1976, 1977, 1981, 1984                   |